# Чебану Олена Іванівна
Чебану Олена Іванівна (азерб. Yelena Çebanu; нар. 4 січня 1981, Харків) — азербайджанська і колишня українська спортсменка, яка виступає в паралімпійському виді легкої атлетики. Спеціалізується в бігу на короткі дистанції та стрибках у довжину. Чемпіон Європи з легкої атлетики 2010 року. Призер чемпіонатів світу серед паралімпійців та Паралімпійських ігор 2016 року.

## Біографія
Олена Чебану народилася 4 січня 1981 року в місті Харків у родині будівельника і співробітниці заводу «ФЕД». Навчалася в 45-й гімназії. Також Олена займалася балетом, ходила в музичну і художню школи. Протягом періоду навчання Чебану брала участь у змаганнях з бігу, де її помітив тренер Ігор Вишня.
У 1996 році Олена Чебану вступила у вище училище фізичної культури № 1. Закінчивши в 2000 році училище, Чебану стала членом спортивного товариства «Динамо» (Харків), ставши пізніше інструктором в цьому товаристві. Тренувалася під керівництвом Надії та Валерія Бадрових. У 2003 році стала переможцем чемпіонату Європи в естафеті 4×100 м. В 2006 посіла перші місця на чемпіонаті України на дистанціях 100 і 200 м. В 2004 році на Кубку Європи в Малазі виконала олімпійський норматив. На Універсіаді 2007 року Чебану завоювала срібну медаль у бігу на 100 м і бронзову — в естафеті 4×100 м..
У 2010 році на Кубку Європи, що проходив у місті Берген (Норвегія), виграла бронзову медаль в естафеті 4×100 м. На чемпіонаті Європи цього ж року в Барселоні стала чемпіонкою у складі тієї ж естафетної збірної.
З травня 2015 року Чебану виступає за Азербайджан. На чемпіонаті світу з легкої атлетики серед паралімпійців в Досі в бігу на 200 метрів серед незрячих спортсменів (категорія T12) Олена Чебану від Азербайджану завоювала бронзову медаль, а в стометрівці — срібло.
Представляючи Азербайджан на Паралімпійських іграх 2016 року в Ріо-де-Жанейро, Олена Чебану завоювала срібло на дистанції 100 метрів. Так, зайнявши перше місце у своєму забігу в півфіналі з 11,81 секундами, Чебану пройшла у фінал, де її суперницями були спортсменки з Бразилії, Куби та Німеччини. Чебану пробігла 100 метрів за 11,71 секунд і посіла друге місце, поступившись Омара Дуранде з Куби, пробежавшей дистанцію з світовим рекордом в 11,40 секунди. У бігу на 200 метрів Чебану завоювала бронзу. Так, у першому забігу кваліфікації вона зайняла перше місце, пробігши дистанцію за 24,16 секунд і вийшла у фінал, де пробігла дистанцію за 23,80 секунд, посівши третє місце. Чебану на цих Іграх вдалося завоювати срібну медаль також у стрибках у довжину. У вересні 2016 року Чебану розпорядженням президента Азербайджану Ільхама Алієва за високі досягнення на XV літніх Паралімпійських іграх в Ріо-де-Жанейро, а також за заслуги в розвитку азербайджанської спорту нагороджена орденом «За службу Вітчизні» II ступеня.